# エドガー・エンデ
エドガー・カール・アルフォンス・エンデ（Edgar Karl Alfons Ende, 1901年2月23日 - 1965年12月27日）は、ドイツのシュルレアリスム画家・児童文学作家。ミヒャエル・エンデの父親。北ドイツのハンブルク州アルトナ出身。父はグスタフ・エンデ、母はアウグステ。

## 生涯
1928年、ルイーゼ・バルトロメと結婚する。新進の画家として注目されたが、帝国文化会への入会を拒否したことから、ナチス政権下、退廃芸術家の烙印を押されて芸術活動を大幅に制限された。1940年には徴兵され高射砲部隊に配属される。その年齢から、懲罰的な徴兵であったと思われる。
1950年代に美術大学生ロッテ・シュレーゲルと愛人関係になり、妻子を捨てて同棲する。後に妻ルイーゼとは離婚した。
1965年12月27日早朝、心臓発作のために64歳で死去した。